# Neoamerioppia chilensis
Neoamerioppia chilensis är en kvalsterart som först beskrevs av Hammer 1962.  Neoamerioppia chilensis ingår i släktet Neoamerioppia och familjen Oppiidae. Inga underarter finns listade i Catalogue of Life.